# Orthostigma longicubitale
Orthostigma longicubitale är en stekelart som beskrevs av Konigsmann 1969. Orthostigma longicubitale ingår i släktet Orthostigma och familjen bracksteklar. Inga underarter finns listade i Catalogue of Life.